# The Great Deceiver (album, King Crimson)
The Great Deceiver je koncertní box set britské rockové skupiny King Crimson. Jako komplet čtyř CD byl vydán v roce 1992 (viz 1992 v hudbě), reedice vyšla v roce 2007 jako dvě dvojdisková alba.

## Popis alba a jeho historie
Čtyřdiskový box set The Great Deceiver obsahuje koncertní nahrávky King Crimson pořízené v letech 1973 a 1974, kdy skupina vystupovala ve složení Robert Fripp – John Wetton – David Cross – Bill Bruford. Jamie Muir, který z kapely odešel začátkem roku 1973, na tomto albu nehraje.
Některé nahrávky z The Great Deceiver byly vydány již dříve. Zkrácená verze „We'll Let You Know“ z Glasgow vyšla na Starless and Bible Black (1974), zkrácená verze „Providence“ na Red (1974) a „21st Century Schizoid Man“ z druhého disku s přidanými studiovými overduby houslí na USA (1975). Několik skladeb na The Great Deceiver jsou improvizace, které kapela různě na koncertech hrála a které nebyly nikdy studiově vydány.
Čtyři kompaktní desky doplňuje 68stránková brožura s komentáři tehdejších členů kapely, Frippovým deníkem z roku 1974 či kompletním výčtem koncertů King Crimson v letech 1973 a 1974.

## Seznam skladeb
| Disk 1: Things Are Not as They Seem… | Disk 1: Things Are Not as They Seem… | Disk 1: Things Are Not as They Seem…        | Disk 1: Things Are Not as They Seem…            | Disk 1: Things Are Not as They Seem… |
| Pořadí                               | Název                                | Autor                                       | Nahráno                                         | Délka                                |
| ------------------------------------ | ------------------------------------ | ------------------------------------------- | ----------------------------------------------- | ------------------------------------ |
| 1.                                   | Walk On… No Pussyfooting             | Fripp, Eno                                  | Providence (Rhode Island, USA), 30. června 1974 | 0:52                                 |
| 2.                                   | Larks' Tongues in Aspic, Part Two    | Fripp                                       |                                                 | 6:12                                 |
| 3.                                   | Lament                               | Fripp, Wetton, Palmer-James                 |                                                 | 4:04                                 |
| 4.                                   | Exiles                               | Cross, Fripp, Palmer-James                  |                                                 | 7:00                                 |
| 5.                                   | A Voyage to the Centre of the Cosmos | Cross, Fripp, Wetton, Bruford               |                                                 | 14:41                                |
| 6.                                   | Easy Money                           | Fripp, Wetton, Palmer-James                 |                                                 | 7:14                                 |
| 7.                                   | Providence                           | Cross, Fripp, Wetton, Bruford               |                                                 | 9:47                                 |
| 8.                                   | Fracture                             | Fripp                                       |                                                 | 10:47                                |
| 9.                                   | Starless                             | Cross, Fripp, Wetton, Bruford, Palmer-James |                                                 | 11:56                                |

| Disk 2: Sleight of Hand (or Now You Don't See It Again) and… | Disk 2: Sleight of Hand (or Now You Don't See It Again) and… | Disk 2: Sleight of Hand (or Now You Don't See It Again) and… | Disk 2: Sleight of Hand (or Now You Don't See It Again) and… | Disk 2: Sleight of Hand (or Now You Don't See It Again) and… |
| Pořadí                                                       | Název                                                        | Autor                                                        | Nahráno                                                      | Délka                                                        |
| ------------------------------------------------------------ | ------------------------------------------------------------ | ------------------------------------------------------------ | ------------------------------------------------------------ | ------------------------------------------------------------ |
| 1.                                                           | 21st Century Schizoid Man                                    | Fripp, McDonald, Lake, Giles, Sinfield                       |                                                              | 7:32                                                         |
| 2.                                                           | Walk off from Providence… No Pussyfooting                    | Fripp, Eno                                                   |                                                              | 1:15                                                         |
| 3.                                                           | Sharks' Lungs in Lemsip                                      | Cross, Fripp, Wetton, Bruford                                | Glasgow (Spojené království), 23. října 1973                 | 2:38                                                         |
| 4.                                                           | Larks' Tongues in Aspic, Part One                            | Cross, Fripp, Wetton, Bruford, Muir                          |                                                              | 7:25                                                         |
| 5.                                                           | Book of Saturday                                             | Fripp, Wetton, Palmer-James                                  |                                                              | 2:46                                                         |
| 6.                                                           | Easy Money                                                   | Fripp, Wetton, Palmer-James                                  |                                                              | 6:43                                                         |
| 7.                                                           | We'll Let You Know                                           | Cross, Fripp, Wetton, Bruford                                |                                                              | 4:54                                                         |
| 8.                                                           | The Night Watch                                              | Fripp, Wetton, Palmer-James                                  | druhá část této skladby nahrána v Curychu 15. listopadu 1973 | 4:54                                                         |
| 9.                                                           | Tight Scrummy                                                | Cross, Fripp, Wetton, Bruford                                |                                                              | 8:27                                                         |
| 10.                                                          | Peace: A Theme                                               | Fripp                                                        |                                                              | 1:01                                                         |
| 11.                                                          | Cat Food                                                     | Fripp, Sinfield, McDonald                                    |                                                              | 4:14                                                         |
| 12.                                                          | Easy Money                                                   | Fripp, Wetton, Palmer-James                                  | State College (Pensylvánie, USA), 29. června 1974            | 2:19                                                         |
| 13.                                                          | …It Is for You, but Not for Us                               | Cross, Fripp, Wetton, Bruford                                |                                                              | 7:25                                                         |

| Disk 3: …Acts of Deception (the Magic Circus, or Weasels Stole Our Fruit) | Disk 3: …Acts of Deception (the Magic Circus, or Weasels Stole Our Fruit) | Disk 3: …Acts of Deception (the Magic Circus, or Weasels Stole Our Fruit) | Disk 3: …Acts of Deception (the Magic Circus, or Weasels Stole Our Fruit) | Disk 3: …Acts of Deception (the Magic Circus, or Weasels Stole Our Fruit) |
| Pořadí                                                                    | Název                                                                     | Autor                                                                     | Nahráno                                                                   | Délka                                                                     |
| ------------------------------------------------------------------------- | ------------------------------------------------------------------------- | ------------------------------------------------------------------------- | ------------------------------------------------------------------------- | ------------------------------------------------------------------------- |
| 1.                                                                        | No Pussyfooting                                                           | Fripp, Eno                                                                | Pittsburgh (Pensylvánie, USA), 29. dubna 1974                             | 1:15                                                                      |
| 2.                                                                        | The Great Deceiver                                                        | Fripp, Wetton, Palmer-James                                               |                                                                           | 3:32                                                                      |
| 3.                                                                        | Bartley Butsford                                                          | Cross, Fripp, Wetton, Bruford                                             |                                                                           | 3:13                                                                      |
| 4.                                                                        | Exiles                                                                    | Cross, Fripp, Palmer-James                                                |                                                                           | 6:23                                                                      |
| 5.                                                                        | Daniel Dust                                                               | Cross, Fripp, Wetton, Bruford                                             |                                                                           | 4:40                                                                      |
| 6.                                                                        | The Night Watch                                                           | Fripp, Wetton, Palmer-James                                               |                                                                           | 4:18                                                                      |
| 7.                                                                        | Doctor Diamond                                                            | Cross, Wetton, Fripp, Bruford, Palmer-James                               |                                                                           | 4:52                                                                      |
| 8.                                                                        | Starless                                                                  | Cross, Fripp, Wetton, Bruford Palmer-James                                |                                                                           | 11:36                                                                     |
| 9.                                                                        | Wilton Carpet                                                             | Cross, Fripp, Wetton, Bruford                                             |                                                                           | 5:52                                                                      |
| 10.                                                                       | The Talking Drum                                                          | Cross, Fripp, Wetton, Bruford, Muir                                       |                                                                           | 5:29                                                                      |
| 11.                                                                       | Larks' Tongues in Aspic, Part Two                                         | Fripp                                                                     |                                                                           | 2:22                                                                      |
| 12.                                                                       | Applause and Announcement                                                 |                                                                           | State College (Pensylvánie, USA), 29. června 1974                         | 2:19                                                                      |
| 13.                                                                       | Is There Life Out There?                                                  | Cross, Fripp, Wetton, Bruford                                             |                                                                           | 11:50                                                                     |

| Disk 4: …But Neither are They Otherwise | Disk 4: …But Neither are They Otherwise | Disk 4: …But Neither are They Otherwise | Disk 4: …But Neither are They Otherwise | Disk 4: …But Neither are They Otherwise |
| Pořadí                                  | Název                                   | Autor                                   | Nahráno                                 | Délka                                   |
| --------------------------------------- | --------------------------------------- | --------------------------------------- | --------------------------------------- | --------------------------------------- |
| 1.                                      | The Golden Walnut                       | Cross, Fripp, Wetton, Bruford           | Toronto (Kanada), 24. června 1974       | 11:14                                   |
| 2.                                      | The Night Watch                         | Fripp, Wetton, Palmer-James             |                                         | 4:22                                    |
| 3.                                      | Fracture                                | Fripp                                   |                                         | 10:48                                   |
| 4.                                      | Clueless and Slightly Slack             | Cross, Fripp, Wetton, Bruford           |                                         | 8:36                                    |
| 5.                                      | Walk On… No Pussyfooting                | Fripp, Eno                              | Curych (Švýcarsko), 15. listopadu 1973  | 1:00                                    |
| 6.                                      | Some Pussyfooting                       | Cross, Fripp, Wetton, Bruford           |                                         | 2:23                                    |
| 7.                                      | Larks' Tongues in Aspic, Part One       | Cross, Fripp, Wetton, Bruford, Muir     |                                         | 7:41                                    |
| 8.                                      | The Law of Maximum Distress, Part One   | Bruford, Cross, Fripp, Wetton           |                                         | 6:31                                    |
| 9.                                      | The Law of Maximum Distress, Part Two   | Bruford, Cross, Fripp, Wetton           |                                         | 2:17                                    |
| 10.                                     | Easy Money                              | Fripp, Wetton, Palmer-James             |                                         | 6:57                                    |
| 11.                                     | Some More Pussyfooting                  | Cross, Fripp, Wetton, Bruford           |                                         | 5:50                                    |
| 12.                                     | The Talking Drum                        | Cross, Fripp, Wetton, Bruford, Muir     |                                         | 6:05                                    |
| Celková délka:                          | Celková délka:                          | Celková délka:                          | Celková délka:                          | 264:31                                  |

## Obsazení
- King Crimson
  - Robert Fripp – kytara, mellotron, elektrické piano
  - John Wetton – zpěv, baskytara
  - David Cross – housle, mellotron, elektrické piano
  - Bill Bruford – bicí, perkuse